# Mike Wagner
Michael Robert Wagner (Waukegan, 22 giugno 1949) è un ex giocatore di football americano statunitense che ha giocato nel ruolo di safety per tutta la carriera con i Pittsburgh Steelers della National Football League (NFL).

## Carriera professionistica
Wagner fu scelto dai Pittsburgh Steelers nel corso dell'undicesimo giro (268º assoluto) del Draft NFL 1971. Scelto inizialmente per giocare in attacco come wide receiver, fu presto spostato in difesa come safety. Nel 1973 guidò la NFL in intercetti con 8 assieme a Dick Anderson e nel 1975 e 1976 fu convocato per il Pro Bowl. Con gli Steelers vinse quattro Super Bowl negli anni settanta, facendo registrare intercetti nel Super Bowl IX e X. Si ritirò nel gennaio 1981 dopo dieci stagioni da professionista.

## Palmarès

### Franchigia
- Super Bowl : 4

Pittsburgh Steelers: IX, X, XIII, XIV
- American Football Conference Championship: 4

Pittsburgh Steelers: 1974, 1975, 1978, 1979

### Individuale
- Convocazioni al Pro Bowl: 2

1975, 1976
- Second-team All-Pro: 1

1976
- Leader della NFL in intercetti: 1

1973

## Statistiche
| Intercetti | 36 |